# Chlenias phaeocala
Chlenias phaeocala là một loài bướm đêm trong họ Geometridae.